# Tour of Britain 2014
Die Tour of Britain 2014 war ein Etappenrennen, das vom 7. bis zum 14. September 2014 in Großbritannien stattfand. Es war Teil der UCI Europe Tour 2014.

## Mannschaften
UCI WorldTeams
- Belkin-Pro Cycling Team
- BMC Racing Team
- Garmin-Sharp
- Movistar Team
- Omega Pharma-Quick Step
- Team Giant-Shimano
- Team Sky
- Tinkoff–Saxo

UCI Professional Continental Teams
- Bardiani CSF
- IAM Cycling
- MTN Qhubeka
- Team NetApp-Endura
- Team Novo Nordisk

UCI Continental Team
- An Post–Chain Reaction
- Madison Genesis
- NFTO
- Rapha Condor JLT
- Raleigh-GAC
- Velosure-Giordana Racing

Nationalmannschaften
- Großbritannien

## Etappenplan
| Etappe | Datum         | Etappenorte            | Typ                  | km    | Etappensieger      | Gesamtführender    |
| ------ | ------------- | ---------------------- | -------------------- | ----- | ------------------ | ------------------ |
| 1.     | 07. September | Liverpool – Liverpool  | Flachetappe          | 104,8 | Marcel Kittel      | Marcel Kittel      |
| 2.     | 08. September | Knowsley – Llandudno   | Hügelige Etappe      | 200,8 | Mark Renshaw       | Marcel Kittel      |
| 3.     | 09. September | Newtown – The Tumble   | Mittelschwere Etappe | 179,9 | Edoardo Zardini    | Edoardo Zardini    |
| 4.     | 10. September | Worcester – Bristol    | Mittelschwere Etappe | 184,6 | Michał Kwiatkowski | Michał Kwiatkowski |
| 5.     | 11. September | Exmouth – Exeter       | Hügelige Etappe      | 177,3 | Matthias Brändle   | Michał Kwiatkowski |
| 6.     | 12. September | Bath – Hemel Hempstead | Hügelige Etappe      | 205,6 | Matthias Brändle   | Alex Dowsett       |
| 7.     | 13. September | Camberley – Brighton   | Hügelige Etappe      | 225,1 | Julien Vermote     | Dylan van Baarle   |
| 8.     | 14. September | London – London        | Einzelzeitfahren     | 8,8   | Bradley Wiggins    | Dylan van Baarle   |
| 8.     | 14. September | London – London        | Flachetappe          | 88,8  | Marcel Kittel      | Dylan van Baarle   |

## Gesamtwertung
1. Dylan van Baarle 32:22:50 h
2. Michał Kwiatkowski + 0:10 min
3. Bradley Wiggins + 0:22 min
4. Edoardo Zardini + 0:37 min
5. Nicolas Roche + 0:42 min
6. Ion Izagirre + 0:46 min
7. Sylvain Chavanel + 0:50 min
8. Alex Dowsett + 0:54 min
9. Jan Bárta + 1:09 min
10. Dylan Teuns + 1:10 min

## Wertungssieger
| Etappe         | Etappensieger      | Gesamtwertung      | Sprintwertung    | Bergwertung  | Punktewertung      | Teamwertung             |
| -------------- | ------------------ | ------------------ | ---------------- | ------------ | ------------------ | ----------------------- |
| 1              | Marcel Kittel      | Marcel Kittel      | Sonny Colbrelli  | Mark McNally | Marcel Kittel      | Belkin-Pro Cycling Team |
| 2              | Mark Renshaw       | Mark Renshaw       | Sonny Colbrelli  | Mark McNally | Ben Swift          | Omega Pharma-Quick Step |
| 3              | Edoardo Zardini    | Edoardo Zardini    | Sonny Colbrelli  | Mark McNally | Ben Swift          | IAM Cycling             |
| 4              | Michał Kwiatkowski | Michał Kwiatkowski | Sebastian Lander | Mark McNally | Ben Swift          | Tinkoff-Saxo            |
| 5              | Matthias Brändle   | Michał Kwiatkowski | Sebastian Lander | Mark McNally | Ben Swift          | IAM Cycling             |
| 6              | Matthias Brändle   | Alex Dowsett       | Sebastian Lander | Mark McNally | Ben Swift          | IAM Cycling             |
| 7              | Julien Vermote     | Dylan van Baarle   | Sebastian Lander | Mark McNally | Michał Kwiatkowski | IAM Cycling             |
| 8a             | Bradley Wiggins    | Dylan van Baarle   | Sebastian Lander | Mark McNally | Michał Kwiatkowski | IAM Cycling             |
| 8b             | Marcel Kittel      | Dylan van Baarle   | Sebastian Lander | Mark McNally | Michał Kwiatkowski | IAM Cycling             |
| Wertungssieger | Wertungssieger     | Dylan van Baarle   | Sebastian Lander | Mark McNally | Michał Kwiatkowski | IAM Cycling             |